# 大津城 (三河国)
大津城（おおつじょう）は、愛知県豊橋市老津町にあった日本の城。別名高縄城（たかなわじょう）。現在の地名に合わせて「老津城」という表記もある。

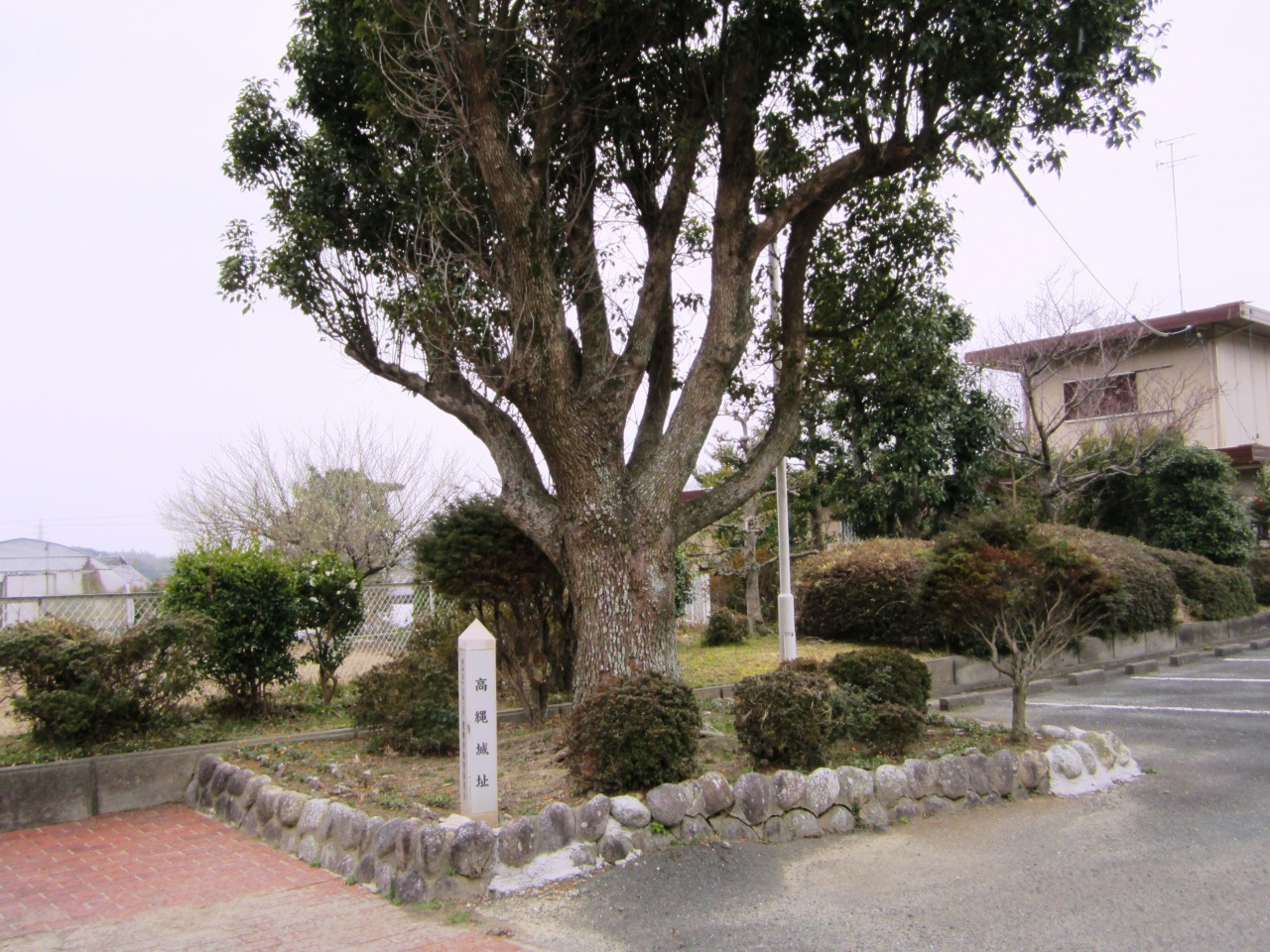
高縄城址（愛知県豊橋市老津町）

## 概要
戸田全久入道（宗光）が三河国渥美郡に最初に入った拠点である。現在の豊橋市立家政高等専修学校の周辺にあたり、学校の北や西に堀や土塁が現存する。
老津町は元来大津と呼ばれていたが、明治11年（1871年）の郡区町村編制法とともに愛知県渥美郡老津村に改名した。
由来は紫式部の「老津島 島守る神や 諫むらん 波もさはがめ 童べの浦」にちなむ。

## 歴史
文明7年（1475年）、松平信光の娘婿で三河国碧海郡上野に拠点を置いていた戸田宗光が知多郡河和経由で東三河の渥美郡に進出し、大津城（高縄城）に入るが文明11年（1479年）戸田宗光、大津から田原へ移る。　文明13年（1481年）渥美郡代の一色七郎が没し、戸田宗光は田原城（同県田原市）を築き、そちらへ移った。
明応2年（1493年）、宗光は渥美郡支配を強めるために、同郡の北端に新築した二連木城（同県豊橋市仁連木町）へ移り住み、子の戸田憲光に田原城主を譲る。大津城の役割は一時、低下する。その後、永正2年（1505年）、牧野古白吉田川（河川・豊川の旧名）の西岸から牧野氏が渥美郡に進出し、今橋城を築いて戸田氏に対抗する。戸田氏と牧野氏の覇権争いの決着を見ずに、宗光は明応9年（1500年）、船形山の戦い（普門寺）で今川に討ち取られ死去するものの、戸田氏は大津城は今橋城への対抗上、田原城と二連木城の連携に欠かせない城として再び重要度が高まった。この後たびたび吉田、田原で戦が起こり、拠点として使われたとされる。

## 史料
- 「三河大津」矢守一彦編『浅野文庫蔵諸国古城之図』新人物往来社、1981年、広島市立中央図書館蔵

## 所在地
- 愛知県豊橋市老津町字西高縄

## 交通
公共交通機関（鉄道）
- 豊橋鉄道渥美線 老津駅下車、南へ徒歩で約5分。

自動車（自家用車）
- 国道259号（田原街道）老津町交差点から南へ。